# Don't Stop Believin' (Olivia Newton-John)
Don't Stop Believin' è un album in studio della cantante australiana Olivia Newton-John, pubblicato nell'ottobre 1976.

## Tracce
Side 1
1. Don't Stop Believin'
2. A Thousand Conversations
3. Compassionate Man
4. New Born Babe
5. Hey, Mr. Dreammaker

Side 2
1. Every Face Tells a Story
2. Sam
3. Love You Hold the Key
4. I'll Bet You a Kangaroo
5. The Last Time You Loved